# Hollywood Fats
Michael Leonard "Hollywood Fats" Mann (17 de mayo de 1954 - 8 de diciembre de 1986) fue un guitarrista de blues que a pesar de tocar por la zona de Los Ángeles y tener un único disco bajo su nombre, es considerado como el mejor guitarrista de su generación.

## Biografía
Fats empezó tocando la guitarra a los 10 años practicando con las canciones pop que oía en la radio. Cuando descubrió el blues a los 13 años, comenzó a visitar asiduamente los clubs de South Central, Los Ángeles para empaparse del género y compartir escenario con músicos como Magic Slim, Buddy Guy y Junior Wells, precisamente Guy fue el responsable de su apodo.
A raíz de su potencial como guitarrista, Fats empezó profesionalmente a acompañar a músicos como Jimmy Witherspoon, J.B. Hutto, John Lee Hooker y Muddy Waters, entre otros.
Durante un show con Muddy Waters, Fats conoce en camarines al cantante y armonicista Al Blake, quien luego formaría una banda con el pianista Fred Kaplan, amigo de Blake, llamada la Hollywood Fats band. Más adelante se les uniría el baterista Richard Innes y el bajista de Canned Heat, Larry Taylor.
La Hollywood Fats Band lanzó un único disco homónimo en 1979, que no tuvo la repercusión que ellos esperaban y posteriormente, tras algunos años, se separaron. Fats participó con otros músicos de la Costa Oeste, como James Harman, Smokey Wilson, William Clarke y Rod Piazza con quienes grabó material.
A principios de 1986, se uniría al grupo de rock californiano The Blasters para reemplazar a su guitarrista principal, David Alvin.
Fats fallece a finales de ese mismo año en Los Ángeles a los 32 años, producto de una sobredosis de heroína.
En el 2001, sus antiguos compañeros de banda se reunieron para dar una formación tributo llamada los Hollywood Blue Flames utilizando al joven guitarrista Kirk Fletcher.

## Discografía
- The Hollywood Fats Band (1979)

### Póstuma
- Rock This House (1993)
- Hollywood Fats Band (2002)
- Larger Than Life (2006)